# La sainte cène du patriarche
La sainte cène du patriarche, auch Diner der Philosophen oder Souper des philosophes, ist ein Ölgemälde des Schweizer Malers Jean Huber, genannt Huber-Voltaire, der einen großen Teil seines künstlerischen Werks dem französischen Philosophen Voltaire gewidmet hat.
Das Bild stellt eine Tafelrunde des Philosophen in seinem Schloss in Ferney in der Nähe des Genfer Sees dar.

## Historischer Hintergrund
Huber, der in einem Grenadier-Regiment von Hessen-Kassel gedient hatte, war Mitglied im Genfer Rat der Zweihundert, als Künstler Autodidakt, und hatte Voltaire erstmals 1756 in Ferney besucht. Voltaire hatte sich schnell mit ihm angefreundet. Der Maler zeichnete Karikaturen seines berühmten Gastgebers, malte mehrmals sein Porträt, er schnitt Scherenschnitte des Philosophen, ebenso von Gästen des Hauses, Arbeiten, die sich an Europas Fürstenhäuser gut verkauften.

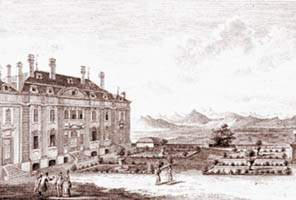
Voltaires Schloss in Ferney, Stich 18. Jh.

Voltaire führte in Ferney ein offenes Haus, bewirtete Gäste, die aus ganz Europa zu ihm pilgerten und die er, mangels eines Gasthauses in der Stadt, auch beherbergte. Manchmal hielten sich bis zu 40 Gäste im Schloss auf, Voltaire nannte sich selbst „Wirt von Europa“ (hôte de l’Europe)
Gegen 1768 erhielt Huber durch die Vermittlung von Melchior Grimm von Katharina II., die 1763 einen Briefwechsel mit Voltaire begonnen hatte, den Auftrag für einen Bilderzyklus über den Alltag des von Katharina hoch geschätzten Philosophen.
In „La Voltairiade“ stellt Huber den Alltag Voltaires mit ironischem Blick dar, vom „Lever“, über das Frühstück, den Tritt, den ihm sein Pferd versetzt, beim Schachspielen, als Schauspieler auf der Bühne, Bäume pflanzend oder beim Empfang von Gästen. Nach zeitgenössischen Quellen soll sich auch ein Bild über die Tafelrunde Voltaires in der Serie befunden haben, das aber nicht erhalten ist. Die Bilder des Zyklus haben alle das Format 53 × 43 cm, die meisten befinden sich heute in der Eremitage in St. Petersburg. Das Bild La sainte cène du patriarche hat ein Format von 60 × 80,5 cm und gehört nicht zu dieser Serie.

## Beschreibung
Das Bild zeigt eine Tischgesellschaft zu Gast bei Voltaire unter seinem Vorsitz. Die Mahlzeit findet in einem sparsam möblierten Raum statt. Links öffnet sich ein breiter Durchgang in einen Raum, in dem mehrere Frauen beschäftigt sind, und durch den ein Diener ein Tablett abträgt. Rechts erlaubt eine leicht geöffnete Flügeltür den Blick in einen weiteren Raum. Die beiden Durchlässe flankieren eine imposante Rundbogennische mit einer kannelierten Säule mit Kapitell und aufgesockelter Vase, die dem Raum ein herrschaftliches Aussehen verleiht.
Nicht alle Personen am Tisch sind sicher zu identifizieren. In der Mitte sitzt Voltaire mit Allongeperücke und einer roten Wollmütze auf dem Kopf, die zu einem kronenartigen Gebilde zurechtgepufft ist.
Den linken Arm hoch gehoben, als wolle er die Aufmerksamkeit auf sich ziehen, zielt sein Blick auf Diderot ganz rechts am Tisch, der einzige in der Runde ohne Perücke. Zu seiner Rechten sitzen d’Alembert und La Harpe. Der junge La Harpe war ein bevorzugter Schützling Voltaires und mit seiner schönen Frau mehrmals zu Gast bei Voltaire.
D’Alembert hatte vom 25. September bis zum 10. Oktober 1770 zusammen mit Condorcet Voltaire in Ferney besucht, nachdem er die Reise zum Missvergnügen Voltaires länger herausgezogert hatte. In der Person, die mit dem Rücken zum Betrachter sitzt, wird Condorcet vermutet. Zwischen Diderot und Condorcet sitzt der Schriftsteller und Enzyklopädist Marmontel. Marmontel hatte im Juni 1760 Voltaire besucht und berichtet darüber in seinen Memoiren. Neben ihm am äußeren Bildrand sitzt Diderot, der nachweislich nie in Ferney gewesen ist.
Am linken äußeren Bildrand sitzt, ganz in Schwarz gekleidet und mit einem Zweispitz auf dem Kopf, der ehemalige Jesuit Père Adam (Antoine Adam, *1705), den Voltaire 1763, als der Jesuitenorden in Frankreich verboten wurde, in seinen Haushalt aufgenommen hatte und der bis 1776 sein Hausgenosse und bevorzugter Schachpartner war. Er ist vertieft in ein Gespräch mit Melchior Grimm. Grimm war der Herausgeber der exklusiven Correspondance littéraire, in der er begeisterte Kritiken über Hubers Bilder schrieb, und der ihm zuverlässig Aufträge an den europäischen Höfen verschaffte. An Voltaires linker Seite sitzt Jean Huber selbst. Die folgenden beiden Personen, mehr oder weniger verdeckt durch Condorcet, sind die Salonnière Sophie d’Houdetot und der Dichter Saint-Lambert. Saint-Lambert, der Voltaire einst Mme du Châtelet ausgespannt hatte, war langjähriger Liebhaber Sophies, mit der Rousseau eine Romanze erlebte, als Lambert wegen des Siebenjährigen Kriegs von Paris abwesend war. Auch Sophie d’Houdetot und Saint-Lambert waren nie zu Gast bei Voltaire.
Huber hat das Bild nicht fertig ausgeführt, Hintergrund und Nebenpersonen sind nur flüchtig und skizzenhaft angelegt.

### Der Titel
Der Titel des Gemäldes – La sainte cène du patriarche – stammt von Friedrich Melchior Grimm, der es in einem Brief an die Fürstin Amalie von Gallitzin so genannt hat.
Grimm spielt damit auf eine Bildtradition in der abendländischen christlichen Kunst von Darstellungen des Abendmahl Jesu an, und Nicolas Cronck spekuliert in seinem Aufsatz, ob nicht Voltaire selbst die Auswahl des Sujets mitsamt der enthaltenen Konnotation mitbestimmt hat.
Der Segensgestus Jesu mutiert in dem Bild zu einer Geste des Dozierens oder der Aufforderung zur Aufmerksamkeit, die Zahl der „Apostel“ ist auf elf beschränkt, ein Judas fehlt.

## Provenienz
Erst im 19. Jahrhundert gibt es zu diesem Bild gesicherte Quellen, als es in England auftaucht, versehen mit dem Arbeitszettel eines englischen Restaurators. Um 1920 erwarb der Schriftsteller Lytton Strachey das Bild und hängte es in seinem Arbeitszimmer auf. Nach seinem Tod 1932 fiel das Bild an die Erben, zuletzt an eine Verwandte Stracheys, die in der Gegend von Oxford wohnte. 1983 konnte Giles Barber, Bibliothekar der Taylor Institution Library in Oxford, das Bild für die Voltaire Foundation in Oxford erwerben.